# 트레인 (드라마)
《트레인》은 2020년 7월 11일부터 2020년 8월 16일까지 방송된 OCN의 주말드라마이다.

## 기획의도
살인사건이 있었던 밤, 순간의 선택으로 갈라진 두 개의 세계! 소중한 사람을 지키기 위해 연쇄살인에 개입하는 형사의 평행세계 미스터리

## 등장 인물

### A 세계

#### 주요 인물
- 윤시윤 : 서도원 역 - 두 개의 세계에 존재하는 강력3팀 팀장 (아역 : 이민재)
- 경수진 : 한서경 역 (아역 : 임채현) - 검사. 성욱의 의붓 여동생
- 신소율 : 이정민 역 - 도원의 초중고 동네 친구, 첫사랑 상대인 도원의 조력자를 자처하는 과학수사대 요원.. 도원이 의지하는 유일한 친구이자 서경에게는 가족과 다름없는 언니
- 이항나 : 오미숙 역 - 무경서 형사과장. 여자로선 드물게 필드에서만 십수 년을 뛴 베테랑 강력반 형사 출신

### 도원의 주변 인물
- 남문철 : 서재철 역 - 도원 부, 한규태 살인용의자. 맨 정신일 땐 세상 좋은 아버지이나, 술에 취하면 공격적, 폭력적이다. 술에서 깨어나면 기억을 못 한다. 극심한 알코올성 치매
- 조완기 : 우재혁 역 - 무경서 강력3팀 형사. 무뚝뚝한 원칙주의자. 강자에게 강하고 약자에게 약한 진짜 마초. 도원을 선배로서 진심으로 존경하고 따른다
- 김동영 : 김진우 역 - 무경서 강력3팀 막내형사. 시신만 봐도 헛구역질이 먼저 나오는 강력계 신참

### 서경의 주변 인물
- 윤복인 : 조영란 역 - 서경의 계모. 서경 아버지의 사망보험금을 독차지했으나, 전 남편과의 사이에서 낳은 아들 성욱의 사고로 탕진한다. 알코올에 의존하며 폐인 같은 삶을 살고 있다
- 차엽 : 이성욱 역 - 두 평행세계에 각기 존재하는 인물, 서경의 의붓오빠.
- 김진서 : 한규태 역 - 서경 부. 12년 전 무경역 주택 살인사건의 피해자
- 배유리 : 서경 모.

### 주요 인물
- 윤시윤 : 서도원 역 - 무경서 강력계 형사. 경찰대 출신의 엘리트. 그러나 살인자의 아들이라는 낙인을 끝내 극복하지 못해 비리형사가 되어 마약까지 손을 대게 됨 (아역 : 이민재)
- 경수진 : 한서경 역 - 무경서 강력계 형사. 소시오패스로 불리는 강력계 독종 형사
- 신소율 : 이정민 역 - 과학수사대 감식반 요원. 도원의 아버지가 구속된 후 힘들어하는 도원의 곁을 지켰다. 두 사람은 결국 연인이 되었으나 망가져가는 도원을 견디지 못해 헤어짐
- 이항나 : 오미숙 역 - 무경서 형사과장. 12년 전 도원의 아버지 재철을 자기 손으로 체포했다. 그 이후 도원과는 사이가 멀어졌지만 2년 전 비리 의혹으로 위기를 겪고 있던 B세계의 도원을 무경서로 데려왔고 도원이 여전히 의지하고 신뢰하는 인물

### 도원의 주변 인물
- 남문철 : 서재철 역 - 도원 부. 한규태 살인 혐의 유죄 확정. 술에 취해 기억을 잃은 재철은 무경역 주택 살인사건의 범인으로 체포
- 조완기 : 우재혁 역 - 무경서 강력 3팀 형사. 무뚝뚝한 원칙주의자. 강자에게 강하고 약자에게 약한 진짜 마초. 도원을 경멸하나 도원B의 삶을 대신 살게 된 도원에게 점차 마음을 연다
- 백재우 : 강준영 역 - 무경서 강력 3팀 형사. 강력계 신참. 발이 넓어 여기저기 주워듣는 말도 많은, 눈치 빠른 강력3팀의 정보통
- 김동영 : 김진우 역 - 살인사건 용의자. 고등학교 때 소년원에 발을 들인 이후 교도소를 들락거리는 삶을 살았고 도원이 맡은 실종 사건의 유력한 용의자로 재회

### 서경의 주변 인물
- 윤복인 : 조영란 역 - 서경의 계모. 서경 아버지의 사망보험금으로 부동산에 투자하며 돈방석에 앉았고 재개발 사업에 손을 대며 악명을 떨치고 있다. 의붓딸인 서경을 모질게 학대했다
- 차엽 : 이성욱 역 - 서경의 의붓남매. 모친 조영란의 돈으로 호의호식하며 살고 있으나 12년 전 살인사건에 관한 비밀을 간직하고 있다
- 김진서 : 한규태 역 - 서경 부. 12년 전 무경역 주택 살인사건의 피해자
- 배유리 : 서경모 역

### 그외 인물
- 최승윤 : 석민준 / 오민준 역 - 정신과 의사, 성욱의 고등학교 동창. 12년전 무경역 주택 살인사건 진범. 미숙의 아들. (4회 ~ 12회)

### 특별출연
- 박정원 : 박민경 역 - 진성의 여자친구
- 장해송 : 이진성 역 - 민경의 남자친구, 살인사건 용의자.
- 미상 : 박태경 역 - 죽은 지영의 연인이자 동거남, 뺑소니 교통사고 목격자.
- 권한솔 : 이지영 역 - 태경의 여자친구이자 동거녀. 무경역 살인사건 피해자.

## 촬영지
KTX울산역(울산시 울주군)

## OST
- Part.1 조원선 - I Will Never (2020.07.25 발매)
- Part.2 Oo - With you (2020.08.01 발매)

## 시청률
최저 시청률과 최고 시청률은 시청률 조사회사와 지역별로 시청률에 차이가 있을 수 있습니다.
| 2020년 | 2020년   | 2020년                       | 2020년         | 2020년       |
| 회차   | 방송일자 | 부제                         | AGB 시청률     | AGB 시청률   |
| 회차   | 방송일자 | 부제                         | 대한민국(전국) | 서울(수도권) |
| ------ | -------- | ---------------------------- | -------------- | ------------ |
| 제1회  | 7월 11일 | 폐역과 백골 사체             | 1.367%         | .            |
| 제2회  | 7월 12일 | 12년 전 살인사건의 진실      | 1.443%         | .            |
| 제3회  | 7월 18일 | 돌이킬 수 있는 죽음          | 0.994%         | .            |
| 제4회  | 7월 19일 | 이 세계의 또 다른 내가 있다! | 1.3%           | .            |
| 제5회  | 7월 25일 | 삶과 죽음이 엇갈린 세계      | 0.997%         | .            |
| 제6회  | 7월 26일 | 인연VS악연                   | 1.410%         | 1.727%       |
| 제7회  | 8월 1일  | 거짓이길 바라는 진실         | 1.394%         | 1.911%       |
| 제8회  | 8월 2일  | 내 앞에 또 다른 내가 있다?!  | 1.297%         | .            |
| 제9회  | 8월 8일  | 또 다른 나의 죽음            | 1.107%         | .            |
| 제10회 | 8월 9일  | 살인을 입증할 유일한 증거    | 1.406%         | .            |
| 제11회 | 8월 15일 | 끊어져버린 두세계            | 1.172%         | .            |
| 제12회 | 8월 16일 | 종착역                       | 1.426%         | .            |

## 같이 보기
- 대한민국의 텔레비전 드라마 목록 (ㅌ)
- 2020년 대한민국의 텔레비전 드라마 목록

## 동시간대 드라마
- SBS 금토드라마 편의점 샛별이 (2020년 6월 19일 ~ 2020년 8월 8일)
- JTBC 금토드라마 우아한 친구들 (2020년 7월 10일 ~ 2020년 9월 4일)